# جشنواره فیلم برادران ماناکی
جشنواره فیلم برادران ماناکی (مقدونی: ИФФК Браќа Манаки)، (انگلیسی: Manaki Brothers Film Festival) یک جشنواره بین‌المللی فیلم سالیانه با تمرکز بر فیلم‌برداری فیلم است که از سال ۱۹۷۹ در شهر بیتولا در جمهوری مقدونیه شمالی (با نام قدیم جمهوری سوسیالیستی مقدونیه تا ۱۹۹۱) با حمایت وزارت فرهنگ این کشور برگزار می‌شود.

## پیشینه
عنوان جشنواره مربوط به یاناکی و میلتون ماناکی ۲ برادر پیشگام و بنیان‌گذار صنعت فیلم و عکس در بالکان است. بیشتر زندگی این ۲ برادر در شهر بیتولا گذشت.

## جوایز
۲ جایزه مهم جشنواره فیلم برادران ماناکی موسوم به دوربین ۳۰۰ طلایی و دوربین ۳۰۰ نقره‌ای می‌باشد.

## مهمان‌های شاخص
از بین چهره‌های سرشناس سینما افرادی چون کلودیا کاردیناله، مایکل یورک، برونو گانتس، کاترین دنو، ایزابل هوپر، داریل هانا، ویکتوریا آبریل، چارلز دنس، ژولیت بینوش، الکسی سربریاکوف و فاتح آکین مهمان ویژه این جشنواره بودند.

## ترکیب هیئت داوران

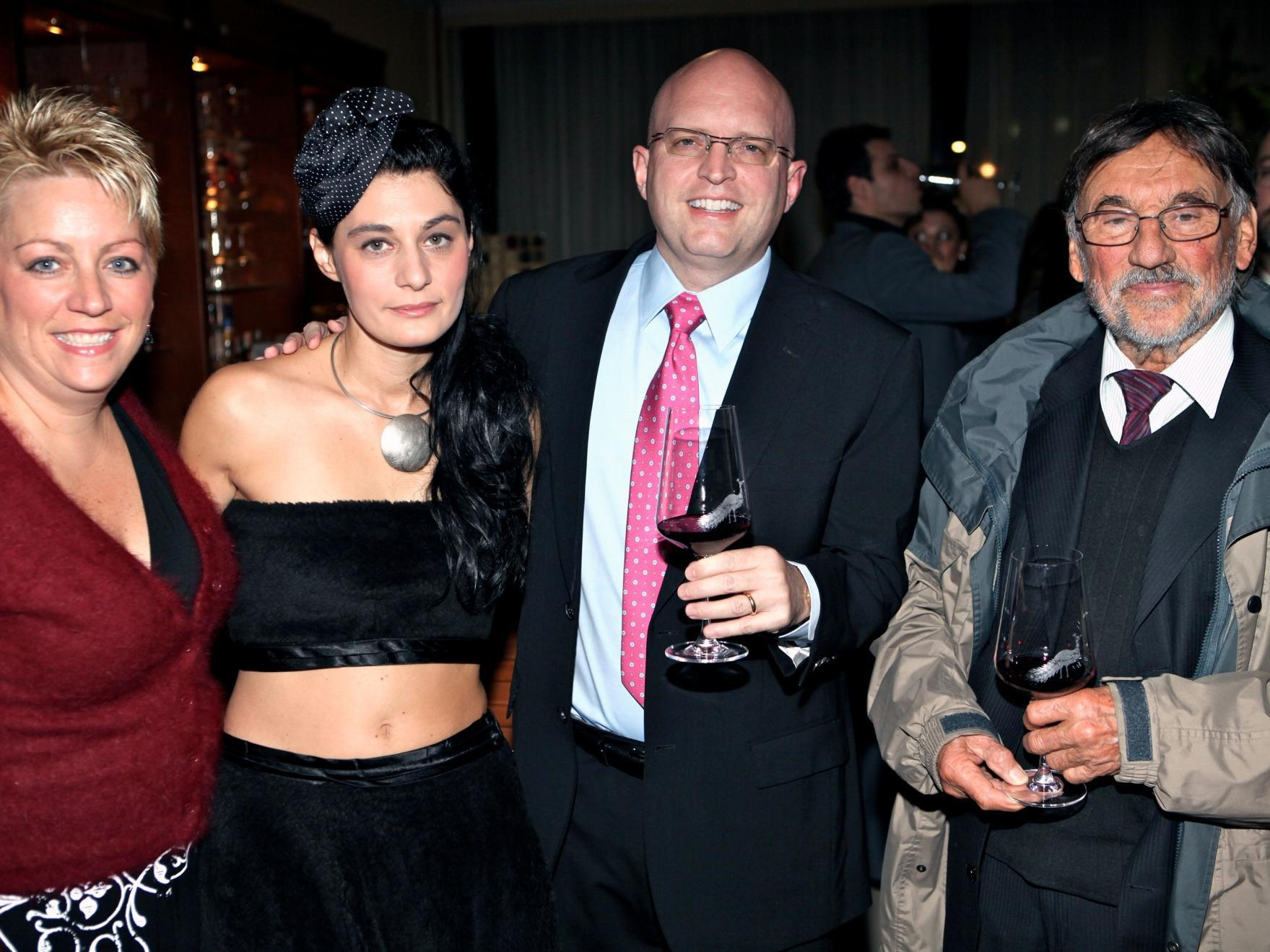
هیئت داوران جشنواره

به‌طور سنتی دو سوم بدنه هیئت داوران این جشنواره از مدیران فیلم‌برداری مطرح و جهانی تشکیل شده‌است. از مهم‌ترین سینماگرانی که طی این سالها عضو هیئت داوران جشنواره فیلم برادران ماناکی بودند ریشارد لنچفسکی، ارجان کسال، سرجان دراگویویچ، خوزه لوئیس آلکائینه، فرد کلمن، دانته اسپینوتی، ویلموش ژیگموند، ناتاشا برایر، پیتر زوشیتسکی، دیک پوپ، ژیوکو زالار، اریک گیشار، الکساندر باشیروف، رابی مولر، آلن مارکوئن، فدون پاپامیکائیل و گوکان تیریاکی قابل اشاره هستند.